# Vườn quốc gia Kayan Mentarang
Vườn quốc gia Kayan Mentarang là một vườn quốc gia bảo vệ những cánh rừng rậm rạp ở tỉnh Bắc Kalimantan, trên đảo Borneo, Indonesia. 

## Địa lý
Vườn quốc gia này nằm ở biên giới giữa Indonesia và Malaysia. Nó là trung tâm của sáng kiến Trái tim Borneo của Tổ chức Quốc tế về Bảo tồn Thiên nhiên (WWF) nhằm mục đích bảo vệ các vùng cao xuyên của Borneo, nơi nằm giữa ba quốc gia Đông Nam Á là Indonesia, Malaysia và Brunei.

## Hệ sinh thái
Các loài động vật được tìm thấy trong vườn quốc gia bao gồm các loài động vật có vú như tê tê Java, khỉ đuôi dài, khỉ vòi, vượn Müller, cu li lớn, khỉ lùn Tarsier Horsfield, báo gấm, mèo gấm, mèo đầu phẳng, rái cá vuốt bé, gấu chó, cầy cọ Hose, tê điểu, hồng hoàng mũ cát, trĩ Bulwer, hồng hoàng nếp nhăn.

## Con người
Các di tích khảo cổ trong vườn quốc gia bao gồm các công cụ bằng đá và các ngôi mộ cho thấy khu vực này đã có người sinh sống cách đây hơn 350 năm. Hiện tại có khoảng 20.000-25.000 người Dayak sống xung quanh của nhiều bộ tộc khác nhau bao gồm Kenyah, Punan, Lundayeh và Lun Bawang.